# Microsoft Exchange Server
Microsoft Exchange Server — серверний програмний продукт для обміну повідомленнями і спільної роботи. Є частиною Windows Server System. Основні функції Microsoft Exchange:
- Обробка і пересилка поштових повідомлень
- Спільний доступ до календарів і завдань
- Підтримка мобільних пристроїв і вебдоступ

## Особливості
Головна особливість сервера — тісна інтеграція з Active Directory: велика частина призначених для користувача даних зберігається в Active Directory (зв'язок облікових записів користувачів і поштових скриньок, списки контактів). Окремо від Active Directory зберігаються тільки самі поштові скриньки (у зв'язку з істотним розміром). Завдяки механізму реплікації Active Directory у разі використання кількох серверів Microsoft Exchange Server зберігається актуальність даних на всіх серверах. Так само «автоматично» підтримується ієрархічна система довірчих відносин між доменами.
Для роботи з OMA/OWA використовуються можливості IIS.

## Підтримувані протоколи і клієнти
Microsoft Exchange Server може працювати разом з наступнити клієнтами:
- Microsoft Outlook (зі складу Microsoft Office) — основний клієнт для роботи з сервером з робочих станцій.
- Outlook Web Access (OWA) — вебінтерфейс. В останній версії Exchange 2007 OWA підтримується основна функціональність Outlook за винятком можливості редагувати завдання з планувальника, спам-фільтра
- Outlook mobile access — вкрай спрощений інтерфейс для доступу з мобільних пристроїв (інтерфейс споживає мінімальний трафік і оптимізований під екрани низької роздільної здатності)
- Active Sync у складі Windows CE (працює через Active Sync на робочій станції або безпосередньо з exchange server через https з'єднання з OWA).
- Довільним поштовим клієнтом по протоколах IMAP/POP3. Клієнт може бути несумісним з такими функціями Exchange Server, як доступ до календарю, публічні папки, тощо

## Резервне копіювання
Microsoft Exchange Server при установці доповнює стандартний інструмент архівації Windows — NTBackup — підтримкою сховищ Exchange. Окрім цього, Microsoft також публікує список серверних застосунків для архівації виробництва компаній-партнерів, для архівації сховищ Exchange Server. Резервне копіювання сховищ в «пофайловому вигляді», тільки за умови відключення сховищ на час резервного копіювання — украй не рекомендується. Механізм тіньового копіювання підтримується, і можливість його застосування залежить від вибраного продукту для архівації.

## Історія
- 11 червня 1996 — вихід Exchange Server 4.0. Істотно відрізнялася від Exchange Server 3.5, який був написаний Network Courier.
- 23 травня 1997 — Exchange 5.0
- Листопад 1997 — Exchange 5.5, вийшли дві версії Standard («5.5/S») і Enterprise («5.5/E»). Standard мав ті ж обмеження, що і попередня версія (16Гб максимальний розмір поштової бази), у Enterprise обмеження було розширене до 8Тб, з практичним рекомендованим обмеженням в 100 Гб.
- 29 листопада 2000 — Exchange 2000 (версія 6.0)
- 28 вересня 2003 — Exchange Server 2003 (версія 6.5)
- 8 грудня 2006 — Exchange 2007

Існує список кодових імен видань Exchange Server.

## Поширеність
На початку 2011 року сервіс SecuritySpace провів автоматизоване опитування більш ніж мільйона поштових серверів. У результаті були виявлені наступні показники: на 37.93% серверів використовується Exim, на 22.10% — Postfix, на 15.95% — Microsoft Exchange, на 14.47% — Sendmail. Спостерігається[коли?] стійке зниження частки Microsoft Exchange і Sendmail, які були лідерами, аж до 2008 року.  Місце Exchange і Sendmail потроху займають Exim і Postfix.

## Виноски
1. ↑  Mail (MX) Server Survey. Архів оригіналу за 11 лютого 2012. Процитовано 7 лютого 2012.